# Pazo Torres de Agrelo
El pazo Torres Agrelo es una casa solariega gallega situada en el municipio pontevedrés de Redondela, en la parroquia de Reboreda . 

## Descripción
Su construcción data de 1750. El edificio principal de la casa solariega es de planta rectangular, con dos campanarios en cada extremo. En su interior destacan los azulejos de Triana, una escalera central de madera de castaño y varias vidrieras policromadas. 
Fue utilizado como hospital del ejército alemán durante la Segunda Guerra Mundial y como refugio durante la Guerra Civil Española, por lo que conserva restos de pasadizos subterráneos.
El pazo fue construido en 1865 por el mariscal Leoncio Rubín de Celis, natural de Redondela, cuyo escudo heráldico aún figura en la fachada principal. En 1910, algunos periódicos mencionaron el posible interés del pintor Joaquín Sorolla en alquilar la propiedad como residencia estival, aunque no se ha confirmado que llegara a hacerlo.  
A principios del siglo XX, la casa solariega pasó a ser propiedad de la familia Iturria, de San Sebastián, quienes la conservarían durante prácticamente todo el siglo. Durante la época de los Iturria (principalmente a mediados del siglo XX), la propiedad invirtió significativamente en la mejora y ornamentación del jardín: se crearon una gruta, fuentes, un estanque y senderos al estilo de los jardines de Santa Lucía en Portugal. Fue en ese momento cuando el jardín compitió en concursos de paisajismo. 
Del período original del jardín se conservan ejemplares centenarios de camelia (Camellia japonica y Camellia sasanqua), con edades estimadas entre 100 y 150 años. Algunos alcanzan copas de hasta 10-15 metros y están incluidos en el Catálogo de Árboles Singulares de Galicia por su antigüedad, dimensiones y valor botánico.

## Árboles individuales
Las camelias de las especies Camellia sasanqua y Camellia japonica de los jardines del pazo están catalogadas en el Catálogo de Árboles Raros elaborado por la Xunta de Galicia, al igual que la tuya gigante .